# Бізнес-парк
Бізнес-парк (англ. Business park) — поняття схоже з поняттям наукового парку в питаннях оточення й обмеження забудов, але не сфокусоване на діяльності, пов'язаної з технологією чи дослідженнями.
Метою бізнесів-парків є забезпечення привабливого місця розташування «чистих» організацій і підприємств (ніякого забруднення чи шуму).